# Olympische Sommerspiele 2016/Teilnehmer (San Marino)
| Gelbes Symbol für Goldmedaillen mit stilisierten Olympischen Ringen | Graues Symbol für Silbermedaillen mit stilisierten Olympischen Ringen | Braundes Symbol für Bronzemedaillen mit stilisierten Olympischen Ringen |
| ------------------------------------------------------------------- | --------------------------------------------------------------------- | ----------------------------------------------------------------------- |
| —                                                                   | —                                                                     | —                                                                       |

San Marino nahm an den Olympischen Spielen 2016 in Rio de Janeiro teil. Es war die insgesamt 14. Teilnahme an Olympischen Sommerspielen. Das Comitato Olimpico Nazionale Sammarinese nominierte fünf Athleten in drei Sportarten.
Fahnenträgerin bei der Eröffnungsfeier war die Sportschützin Arianna Perilli.

## Teilnehmer nach Sportarten

### Judo
| Athleten     | Wettbewerb        | 1. Runde         | 1. Runde         | Achtelfinale     | Achtelfinale     | Viertelfinale    | Viertelfinale    | Hoffnungsrunde Halbfinale | Hoffnungsrunde Halbfinale | Halbfinale       | Halbfinale       | Hoffnungsrunde Finale | Hoffnungsrunde Finale | Finale           | Finale           | Rang             |
| Athleten     | Wettbewerb        | Gegner           | Ergebnis         | Gegner           | Ergebnis         | Gegner           | Ergebnis         | Gegner                    | Ergebnis                  | Gegner           | Ergebnis         | Gegner                | Ergebnis              | Gegner           | Ergebnis         | Rang             |
| ------------ | ----------------- | ---------------- | ---------------- | ---------------- | ---------------- | ---------------- | ---------------- | ------------------------- | ------------------------- | ---------------- | ---------------- | --------------------- | --------------------- | ---------------- | ---------------- | ---------------- |
| Männer       |                   |                  |                  |                  |                  |                  |                  |                           |                           |                  |                  |                       |                       |                  |                  |                  |
| Karim Gharbi | Klasse bis 100 kg | nicht angetreten | nicht angetreten | nicht angetreten | nicht angetreten | nicht angetreten | nicht angetreten | nicht angetreten          | nicht angetreten          | nicht angetreten | nicht angetreten | nicht angetreten      | nicht angetreten      | nicht angetreten | nicht angetreten | nicht angetreten |

### Leichtathletik
Springen und Werfen 
| Athleten      | Wettbewerb | Qualifikation | Qualifikation | Finale        | Finale        | Rang |
| Athleten      | Wettbewerb | Weite/Höhe    | Rang          | Weite/Höhe    | Rang          | Rang |
| ------------- | ---------- | ------------- | ------------- | ------------- | ------------- | ---- |
| Männer        |            |               |               |               |               |      |
| Eugenio Rossi | Hochsprung | 2,17 m        | 35            | ausgeschieden | ausgeschieden | 35   |

### Schießen
| Athleten           | Wettbewerb | Qualifikation   | Qualifikation | Finale          | Finale        | Ringe/ Scheiben | Rang |
| Athleten           | Wettbewerb | Ringe/ Scheiben | Rang          | Ringe/ Scheiben | Rang          | Ringe/ Scheiben | Rang |
| ------------------ | ---------- | --------------- | ------------- | --------------- | ------------- | --------------- | ---- |
| Frauen             |            |                 |               |                 |               |                 |      |
| Alessandra Perilli | Trap       | 63              | 16            | ausgeschieden   | ausgeschieden | 63              | 16   |
| Arianna Perilli    | Trap       | 65              | 13            | ausgeschieden   | ausgeschieden | 65              | 13   |
| Männer             |            |                 |               |                 |               |                 |      |
| Stefano Selva      | Trap       | 57              | 33            | ausgeschieden   | ausgeschieden | 57              | 33   |